# ダンフリーズ
ダンフリーズ (Dumfries) は、スコットランド・ダンフリーズ・アンド・ガロウェイのマーケット・タウン。かつては王室バラでもあった。ソルウェー湾に流れ込むニス川の河口に程近い。以前、ダンフリーズは、かつて存在したダンフリーズシャーのカウンティ・タウンで行政教区であった。ダンフリースとも表記する。

## 出身人物
- アラン・マクニッシュ - レーシングドライバー
- デイビッド・レズリー -レーシングドライバー
- イアン・カー - トランペット奏者
- イアン・カラム - カーデザイナー
- ハロルド・ロバート・ミラー - 画家
- モーレイ・カラム - カーデザイナー
- レイ・ウイルソン - ミュージシャン
- カルヴィン・ハリス - DJ / ミュージシャン

## スポーツ
- クイーン・オブ・ザ・サウスFC

## 姉妹都市
- ドイツ パッサウ
- ドイツ ギーフホルン
- アメリカ合衆国 アナポリス (メリーランド州)
- イタリア カントゥ